# H1N1-pandemin 2009
Svininfluensan eller den nya influensan var en pandemisk influensa som orsakades av en ny variant av influensavirus typ A av subtypen H1N1. Viruset påträffades första gången i mitten av april 2009 hos två insjuknade patienter i USA. De hade oberoende av varandra smittats i slutet av mars 2009, och vidare efterforskningar visade att liknande sjukdomsfall förekom i Mexiko och att viruset spridits över nationsgränsen. Den tidiga mediarapporteringen benämnde utbrottet svininfluensa vilket kom att bli den allmänna benämningen.
Världshälsoorganisationen (WHO) varnade i slutet av april 2009 för ett globalt utbrott av influensan, och den 11 juni 2009 valde WHO att klassa utbrottet som en pandemi, den första på 41 år sedan Hongkonginfluensan grasserade 1968. Symptomen var desamma som för vanlig säsongsinfluensa och för de allra flesta innebar influensan en ofarlig men ibland obehaglig sjukdom med relativt milda symptom som gick över på några få dagar. Emellertid löpte personer i vissa riskgrupper högre risk att drabbas av allvarligare symptom. Inkubationstiden var i medeltal cirka 3 dagar, men varierade mellan 1 och 7 dagar. Dödligheten låg på samma nivå som en vanlig influensa. Tidigt fanns dock farhågor att flera än normalt skulle smittas och insjukna samtidigt, vilket befarades kunna störa samhällsviktiga funktioner, och även orsaka ett ökat behov av sjukvård. Förloppet var dock milt, vilket berodde på att stora delar av befolkningen hade varierande grad av immunitet mot viruset.
Fram till den 27 januari 2010 hade endast 26 dödsfall rapporterats in i Sverige och 10 985 bekräftade smittfall av H1N1. Det verkliga antalet smittade tros dock ha varit större.  Totalt avled 89 personer i någon form av influensa i Sverige år 2009 och 12 personer år 2010, vilket är en låg influensaaktivietet jämfört med ett genomsnitt på cirka 200 per år åren 1997 till 2018, och får tillskrivas den omfattande vaccinationen som utfördes av befolkningen. 
Valet av vaccinet pandemrix har dock ifrågasatts. Pandemrix visade sig senare vara kopplat till förhöjd risk för narkolepsi hos ungdomar i Sverige och Finland. 

## Historisk bakgrund
Vanlig säsongsinfluensa uppträder som årliga epidemier och beräknas drabba 5–15 % av världens befolkning. Trots att de flesta fall är milda, orsakar dessa influensor allvarlig sjukdom hos 3–5 miljoner människor årligen och 250 000–500 000 personer beräknas avlida. Merparten av de svåra sjukdomstillstånden och dödsfallen drabbar personer med lägre motståndskraft mot infektionssjukdomar eller tålighet mot följderna av infektionen. I dessa så kallade högriskgrupper ingår barn, äldre, kroniskt sjuka samt personer med nedsatt immunförsvar.
Influensavirus typ A orsakade, utöver de årliga influensaepidemierna, tre globala pandemier under 1900-talet: Spanska sjukan 1918–1920, Asiaten 1957 samt Hongkonginfluensan 1968–1969. Dessa virusstammar hade genomgått genetiska förändringar genom det som kallas antigenic shift och människan hade därför inte någon immunitet mot dessa nya varianter.
Att H1N1-utbrottet fick världsomfattande medial uppmärksamhet redan efter ett relativt lågt antal dödsoffer kan ses mot bakgrund av den uppmärksamhet som fågelinfluensan H5N1 fick under 2006, då en pandemi befarades.

## Orsakande virus
Det finns tre typer av influensavirus, typ A, typ B och typ C. Influensavirus förändras på olika sätt genom mutation eller genom att olika influensasubtyper blandas, så kallad reassortment. Om detta nya virus blir starkt smittsamt för människor kan en världsomfattande pandemi uppstå, då upp till 20–40 % av befolkningen kan insjukna. Virusstammen som orsakade pandemin har det officiella namnet A(H1N1)pdm09.
Den nya influensan var troligen en blandning (reassortment) av arvsmassa från fyra olika influensavirus typ A av subtypen H1N1. Resultatet av analyser genomförda av det amerikanska smittskyddsinstitutet Centers for Disease Control and Prevention (CDC), av de fyra olika segmenten av arvsmassa identifierade att en är endemisk för människor, en endemisk för fåglar och två endemiska för grisar. Dock har andra forskare visat att analyser av virusets genom indikerar att all dess RNA härstammar från svin, och att "denna preliminära analys indikerar att minst två segment av arvsmassan härstammar från svin, varav en är besläktad med ett virus som man lyckades isolera hos grisar vid ett utbrott i USA 1998".

## Riskgrupper
En person drabbas normalt bara av samma influensa en gång i livet då kroppen bygger upp ett livslångt immunförsvar mot just den influensan. Säsongsinfluensor byter arvsmassa kontinuerligt varför immunförsvaret inte känner igen viruset och man kan således drabbas flera gånger under sitt liv men då av olika virusstammar. Äldre personer som har genomlidit flera influensor har normalt sett ett bättre skydd. Men åldringars immunförsvar kan vara nedsatt och resultera i ökad risk för följdsjukdomar som lunginflammation. Gravida kvinnor har nämnts som en riskgrupp, vilket har visats i studier från säsongsinfluensa och pandemierna 1918 och 1957. Riskfaktorer som kan leda till följdsjukdomar är liknande de för andra former av influensa, exempelvis nedsatt lungfunktion och svår astma.
Europeiska smittskyddsmyndigheten (ECDC) anger riskgrupperna enligt följande:
1. Kroniskt sjuka
2. Gravida kvinnor
3. Unga barn (särskilt under två år)

Ett större antal än normalt av ungdomar och vuxna upp till 55 års ålder drabbades av smittan 2009. Särskilt gruppen under 30 år var överrepresenterad medan gruppen över 60 år var underrepresenterad i förhållande till tidigare cirkulerande säsongsinfluensa , vilket hade vissa likheter med den allvarliga spanska sjukan 1918.

## Förebyggande åtgärder
H1N1-virus sprids som luftburen droppsmitta och kontaktsmitta. Myndigheter rådde därför de smittade att stanna hemma och att undvika kontakt med andra människor. Hälsovårdsmyndigheter gick i många länder ut med råd att till exempel undvika att ta i hand och att undvika kyssa på kind. Generellt kan även smittspridning dämpas genom ofta utförd handtvätt med tvål och vatten kompletterad med desinfektion med alkoholhaltig handsprit.
Pandemrix är det vaccin som användes i Sverige mot influensavirus. Inom EU fanns det totalt fem vacciner som är godkända för användning mot influensan (inom hela EU). Enskilda EU-länder har dessutom godkänt vacciner för nationell användning.

## Diagnos

### Symptom
Symptomen för den nya influensan var desamma som för vanlig säsongsinfluensa, det vill säga feber, trötthet, hosta, snuva och huvudvärk. Många drabbades även av led- och muskelvärk samt illamående, diarré och andningssvårigheter. Merparten av de smittade behövde inte uppsöka sjukhusvård, men enstaka patienter blev allvarligt sjuka. Framförallt gällde det personer med underliggande riskfaktorer som kronisk lung- eller hjärtsjukdom, grav fetma, immunsuppression, graviditet och hög ålder, men hos en mindre andel fanns ingen uppenbar underliggande sjukdom. Omkring 20–25 % drabbades av sekundära lunginflammationer, medan nästan hälften av de intensivvårdade fallen i Australien och Nya Zeeland drabbatdes av andningssvikten ARDS eller viruslunginflammation, vilket i ett fåtal fall krävde behandling med konstgjord lunga (ECMO).
Dödligheten i den nya influensan var i jämförelse med andra pandemier mycket låg. Detta berodde till stor del på att äldre i mycket liten utsträckning infekterats.

### Falldefinition
Misstänkta, sannolika och konstaterade fall av den nya influensan definierades genom kriterier vilka bestämdes av varje lands nationella hälsovårdsmyndighet. Den av Sverige antagna falldefinitionen var:

#### Kliniska kriterier
Misstänkt fall:
- Mer än 38 graders feber och influensaliknande symtom (två eller fler av följande symtom: hosta, ont i halsen, snuva, muskel-/ledvärk, huvudvärk) samt frånvaro av annan känd orsak till symtomen

eller
- Lunginflammation (allvarlig nedre luftvägsinfektion) utan annan uppenbar förklaring

Bekräftat fall:
- Laboratoriepåvisad influensa A(H1N1)

#### Laboratoriekriterier
Minst ett av följande tester:
- Positiv RT-PCR för ny influensa A(H1N1)
- Virusisolering av ny influensa A(H1N1)
- Fyrfaldig ökning av ny influensa A(H1N1)-specifika neutraliserande antikroppar i parade sera

## Behandling
Det finns inga läkemedel som botar den som drabbats av influensa. Man kan dock mildra sjukdomsförloppet genom att använda antivirala medel som Tamiflu och Relenza. Dessa är neuraminidas-hämmande och dämpar spridningen av viruset i kroppen. Man har dock funnit vissa virusstammar som är resistenta mot Tamiflu liksom mot Relenza. Vid smitta bör man stanna hemma, dricka mycket vätska och vila. Man kan också behandla med febernedsättande medel. Man bör bara uppsöka läkare om man blir allvarligt sjuk.
Bakteriella följdsjukdomar som lunginflammation kan botas på sedvanligt sätt med exempelvis antibiotika.

### Vaccin

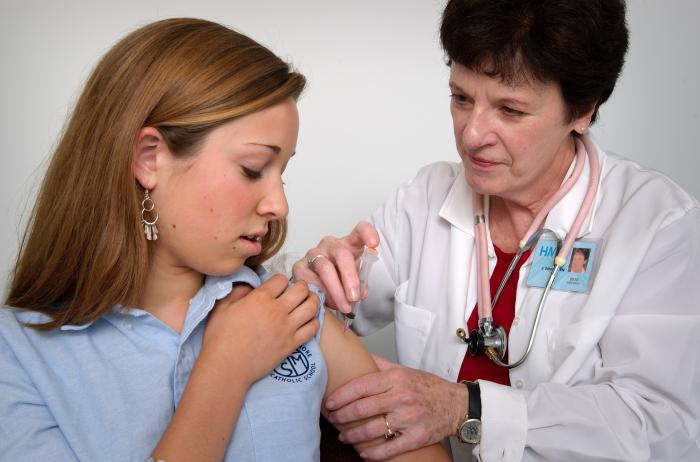
Massvaccinationer utförs i ett antal länder i ett försök att hindra spridning av smittan

USA, Kanada, flertalet EU-länder, Ryssland, Kina med flera har massvaccinationsprogram för sina medborgare i åldersgruppen sex månader till över 90 år. Det fanns fyra godkända så kallade prototypvaccin som användes mot A(H1N1)2009, bland andra vaccinet Pandemrix. Pandemrix var ett prototypvaccin som tidigare hade tillverkats för att skydda mot H5N1 men nu bytte man ut virusstammen till den aktuella H1N1-stammen. Då influensor bara sprider sig under något enstaka år och det tillkommer nya virusstammar hela tiden är prototypvaccin praktiskt. Man har ett godkänt grundvaccin som man sedan tillför olika virusstammar. På så sätt behöver man inte göra någon ny studie varje år. En fullständig studie skulle ta så lång tid att man inte hann producera några vaccin förrän den aktuella influensavågen är över. Prototypvaccinerna har testats på mer än 8 000 individer. Pandemrix gavs i en eller två doser med minst tre veckors mellanrum.. Enligt Läkemedelsverkets rekommendationer räckte en dos till vuxna med fullgott immunförsvar samt gravida, medan barn och personer med nedsatt immunförsvar rekommenderades att ges två doser.
Den 17 augusti 2009 startade Glaxo Smith Kline kliniska prövningar på 9 000 personer (128 stycken 18–60 år i Tyskland med två doser, med tre veckor emellan)  av Pandemrix-vaccinet, variant av H5N1 (Prepandrix). Under mitten av oktober 2009 startade massvaccination i bland annat Sverige.
I början av december 2009 rapporterades att i hela EU hade cirka tio miljoner personer vaccinerats, varav fyra miljoner i Sverige.

#### Biverkningar och narkolepsi
Redan sommaren 2010 kom misstankar i Sverige och Finland om att Pandemrix orsakar narkolepsi. Detta bekräftades av Läkemedelsverket 2011 som i en studie konstaterade att: "Bland de vaccinerade med Pandemrix upptäcktes 4,06 fall av narkolepsi per 100 000 medan fallen bland ovaccinerade låg på 0,97 per 100 000. Med andra ord kan tre av fyra fall av narkolepsi sättas i samband med vaccinering med Pandemrix".

## Spridning över världen
Den 24 april 2009 spreds nyheten att 60 människor i Mexico City hade dött av vad som då beskrevs som en muterad form av svininfluensa. Man trodde att omkring 1 000 personer hade smittas runt om i Mexiko. Sju lindrigare fall upptäcktes även i Kalifornien och Texas i USA. De flesta av de döda var mellan 20 och 50 år gamla och i övrigt helt friska.
Den 26 april rapporterades att dödssiffran stigit till 81 personer som man trodde hade avlidit i sjukdomen, då bara 20 av fallen var bekräftade. 1 324 patienter stod även under bevakning.
Den 29 april meddelade amerikanska myndigheter att ett 23 månaders mexikanskt barn avlidit i Texas på grund av A(H1N1)-viruset. Detta dödsfall var det första utanför Mexiko, barnets föräldrar hade åkt till grannlandet för att få vård för sitt barn. Samma dag höjde också WHO pandemivarningen till fem på den sexgradiga skalan, vilket är första gången som detta har hänt efter att skalan skapades 2005. Detta ledde bland annat till att man tog beslutet att påskynda vaccintillverkningen, som tar mellan tre och sex månader.
I slutet av maj 2009 uppskattades antalet smittade personer i USA uppgå till 100 000 personer.
Den 11 juni 2009 valde WHO att klassa utbrottet som en pandemi, den första på 41 år. Sjukdomen hade hittills varit tämligen mild i sin form med en dödlighet på ca 0,5%. Att kategorisera influensautbrottet som en pandemi är ett indirekt konstaterande att smittan är omöjlig att begränsa.
Svenska Smittskyddsinstitutet analyserade i slutet av augusti, influensan i tre länder på södra halvklotet som var mitt i sin vinterinfluensaperiod. De uppvisade ett likartat beteende där antal fall accelererade snabbt efter utbrottet för att nå en topp efter 6–7 veckor för att sedan falla igen. Detta kan betraktas som en första våg av influensa med en varaktighet på 12 veckor. Analysen visade att antal svårt sjuka var 50-100 ppm, att barn och yngre vuxna drabbas hårdast och att de som var äldre än 60 år tycktes vara mer skyddade.
Runt vecka 42 började spridningen av den nya influensan A(H1N1) ta fart i Sverige. Varje efterföljande vecka fördubblades antalet bekräftade fall och Smittskyddsinstitutet befarade att uppemot 300 000 svenskar (3,2% av befolkningen) redan hade haft eller hade influensan i början av november 2009. I Nya Zeeland beräknade man att cirka 12% av landets befolkning insjuknade under epidemin och baserat på det, beräknades Sverige endast befinna sig i början av pandemiutbrottet. Dock spekulerades det i att den pågående massvaccinationen kunde minska antalet insjuknade.
Efter sex månader hade mer än 200 länder verifierat H1N1. Den 12 november presenterade Center for Disease Control and Prevention, som är en del av USA:s hälso- och socialdepartement en sammanställning av A(H1N1):s verkningar i USA för perioden april till oktober 2009.

I mitten av augusti 2010 bedömde Världshälsoorganisationen (WHO) att utbrottet i stort sett var över och att spridningen av influensan numera var ytterst minimal. Den nya influensan hade orsakat omkring 18 500 laboratoriebekräftade dödsfall i världen totalt, vilket är betydligt färre än vad myndigheter till en början uppgett. En senare studie har uppskattat att antalet dödsfall under utbrottet 2009 uppgick till cirka 285 000 personer.